# Tàngara del Brasil
La tàngara del Brasil (Ramphocelus bresilia) és un ocell de la família dels tràupids (Thraupidae).

## Hàbitat i distribució
Viu als clars del bosc i vegetació secundària, arbusts, bosc empantanegat i jardins, especialment a prop de l'aigua de les terres baixes de l'est del Brasil i extrem nord-est de l'Argentina.